# وینتیکینکو دو مایو، اروگوئه
وینتیکینکو دو مایو، اروگوئه (به لاتین: Veinticinco de Mayo, Uruguay) یک زیستگاه انسانی در اروگوئه است که در Florida Department واقع شده‌است.

## خصوصیات
وینتیکینکو دو مایو ۱٬۸۵۲ نفر جمعیت دارد.